# Epischoenus lucidus
Epischoenus lucidus là loài thực vật có hoa trong họ Cói. Loài này được (C.B.Clarke) Levyns mô tả khoa học đầu tiên năm 1958.